# Hyloxalus bocagei
Hyloxalus bocagei är en groddjursart som beskrevs av Jiménez de la Espada 1870. Hyloxalus bocagei ingår i släktet Hyloxalus och familjen pilgiftsgrodor. IUCN kategoriserar arten globalt som livskraftig. Inga underarter finns listade i Catalogue of Life.